# Peugeot Type 28
La Peugeot Type 28 est un modèle d'automobile produit par le constructeur français Peugeot en 1899.